# Ambrogio Visconti
Ambrogio Visconti  (Milan, 1343 - Caprino Bergamasco, 1373), fils de Barnabé Visconti  était un condottiere italien du XIVe siècle.

## Biographie
Ambrogio Visconti, originaire de Milan, était le fils de Bernabo Visconti et de Beltramola Grassi, il est le frère de Carlo Visconti.
En 1365, grâce au financement de son père et de son oncle Galéas, il fonde, en compagnie du comte Giovanni d’Aburgo et John Hawkwood, la Compagnia di San Giorgio. 
Condottiere au service de son père, tyran dur et cruel, il est tué par des paysans en révolte à Caprino Bergamasco en août 1373 et est enterré à Bergame.

## Sources
- (it) « Ambrogio Visconti », sur Treccani.it
- (it) « Ambrogio Visconti », sur Condottieridiventura.it